# Gaudí d'Honor
La llista següent és la dels guardonats amb el Premi Gaudí d'Honor, des de l'any 2009, quan es van crear. A partir de l'edició de 2014, el Premi Gaudí d'Honor es passa a dir Premi Gaudí d'Honor - Miquel Porter, un homenatge permanent a qui va dedicar la vida al cinema, coincidint amb el desè aniversari de la seva mort.

## Palmarès
| Any                               | Guardonat          | Guardonat                       | Nota   |
| --------------------------------- | ------------------ | ------------------------------- | ------ |
| 2009                              | Sense imatge       | Jaime Camino Vega de la Iglesia | [ 2 ]  |
| 2010                              | Sense imatge       | Josep Maria Forn i Costa        | [ 2 ]  |
| 2011                              | Jordi_Dauder       | Jordi Dauder i Guardiola        | [ 3 ]  |
| 2012                              | Pere Portabella    | Pere Portabella i Ràfols        | [ 4 ]  |
| 2013                              | Montserrat Carulla | Montserrat Carulla i Ventura    | [ 5 ]  |
| Premi Gaudí d'Honor-Miquel Porter |                    |                                 |        |
| 2014                              |                    | Julieta Serrano i Romero        | [ 1 ]  |
| 2015                              | Ventura Pons       | Ventura Pons                    | [ 6 ]  |
| 2016                              |                    | Rosa Maria Sardà                | [ 7 ]  |
| 2017                              |                    | Josep Maria Pou                 | [ 8 ]  |
| 2018                              |                    | Mercedes Sampietro              | [ 9 ]  |
| 2019                              | Joan Pera          | Joan Pera                       | [ 10 ] |
| 2020                              | Francesc Betriu    | Francesc Betriu i Cabeceran     | [ 11 ] |
| 2021                              | Francesc Betriu    | Carme Elias i Boada             | [ 12 ] |
| 2022                              | Sense imatge       | Tomàs Pladevall Fontanet        | [ 13 ] |
| 2023                              |                    | Jaume Figueras i Rabert         | [ 14 ] |
| 2024                              |                    | Rosa Vergés i Coma              | [ 15 ] |
| 2025                              |                    | Paco Poch                       | [ 16 ] |